# Richard Ballerstädt
 Richard Carl Robert Ballerstädt (* 3. März 1873 in Hamburg; † 15. Januar 1953 in Hamburg) war ein deutscher Politiker der SPD und Mitglied der Hamburgischen Bürgerschaft.

## Leben und Politik
Richard Ballerstädt wuchs als Waise auf. Seine Eltern waren in seinem Geburtsjahr an der Cholera verstorben. Er besuchte die Volksschule und dann das Hamburger Lehrerseminar. Er war von 1893 bis 1922 als Volksschullehrer tätig und danach bis 1933 als Kreisschulrat.
Richard Ballerstädt trat 1887 als 14-Jähriger der SPD bei und 1909 der „Sozialwissenschaftlichen Vereinigung“. Dieser Zusammenschluss von Sozialdemokraten war eine Tarnorganisation, die sich gegen Willkür und Verfolgung stellte. Er gehörte für seine Partei der Hamburgischen Bürgerschaft von 1919 bis 1933 an. Dort war er von 1924 bis 1933 Mitglied im Bürgerausschuss. Während des Jahres 1920 ereignete sich der Kapp-Putsch, und auch in Hamburg wehrten sich die demokratischen Parteien dagegen. Ballerstädt wurde für seine Partei in den Exekutivausschuss „zur Abwehr der dem hamburgischen Gemeinwesen drohenden Gefahren“ entsandt.
Neben der parteipolitischen Arbeit war Ballerstädt auch engagierter Pädagoge. Er trat der „Gesellschaft der Freunde des vaterländischen Schul- und Erziehungswesens“ bei und wurde dort 1907 erstmals in den Vorstand gewählt. Eines seiner Hauptprojekte war die Reform der Hamburger Volksschule. Vor allem seine Erfahrung mit einem autoritären Führungsstil seiner Vorgesetzten überzeugt ihn davon, dass das System überarbeitet werden müsse. Zudem plädierte er für ein einziges Schulsystem und eine damit verbundene Einheitsschule. Die Abschaffung des Religionsunterrichts war für ihn ein weiteres Thema. Wegen der Trennung von Staat und Kirche war er der Meinung, dass es eine logische Konsequenz sei, auf den religiösen Unterricht zu verzichten.
Die bildungspolitische Arbeit verband sich mit seiner parteipolitischen vor allem in der Bürgerschaft. So konnte Ballerstädt seine Initiative zu besseren Besoldung der Lehrerschaft erfolgreich durchbringen. Zudem wurde unter anderem auf sein Anraten die Ausbildung der Volksschullehrer an die Universität verlegt. Er gehörte als überzeugter Sozialdemokrat eher unüblicherweise dem Deutschen Beamtenbund (DBB) an. Aber auch in der der SPD näher stehenden „Vereinigung sozialistischer Beamten“ war er Mitglied.
Nach der „Machtergreifung“ der Nationalsozialisten in Hamburg 1933 verlor er wie die anderen SPD-Politiker sein Mandat und später auch seinen Arbeitsplatz.
Nach Ende des Krieges war Ballerstädt 1946 Mitglied in der von der britischen Besatzungsmacht Ernannten Hamburgischen Bürgerschaft. Danach war er Mitglied der Schuldeputation und baute in Hamburg den DBB wieder mit auf. Nach ihm ist seit 1956 der Ballerstaedtweg in Ohlsdorf benannt, an dem eine Grundschule liegt.